# Apneumonella oculata
Apneumonella oculata är en spindelart som beskrevs av Fage 1921. Apneumonella oculata ingår i släktet Apneumonella och familjen Telemidae.
Artens utbredningsområde är Tanzania. Inga underarter finns listade i Catalogue of Life.